# Rue Amyot
Pour les articles homonymes, voir Amyot.
La rue Amyot est une voie située dans le quartier du Val-de-Grâce dans le 5e arrondissement de Paris.

## Situation et accès
La rue Amyot est desservie par la ligne 7 à la station Place Monge.

## Origine du nom
Elle porte, depuis 1867, le nom de Jacques Amyot (1513-1593), écrivain et évêque d'Auxerre.

## Historique
Ancien chemin au XIIIe siècle, cette rue est déjà présente sur les plans de Paris en 1588, sous le nom de « rue du Puits-qui-parle ». Dans Notre-Dame de Paris, Victor Hugo explique l'origine de ce nom par le passage suivant : 

« […] une espèce de Job du Moyen Âge chanta pendant trente ans les sept psaumes de la Pénitence sur un fumier au fond d'une citerne, recommençant quand il avait fini, psalmodiant plus haut la nuit, magna voce per umbras, et aujourd'hui l'antiquaire croit entendre encore sa voix en entrant dans la rue du Puits-qui-parle. »

Une explication toute différente y voit la trace d'un puits qui faisait écho. En 1978, des fouilles archéologiques effectuées au niveau du no 3 révèlent entre autres l'existence d'une vingtaine de puits votifs d'époque gallo-romaine, d'une profondeur de cinq à six mètres.
Elle prend son nom actuel par un décret du 27 février 1867.

## Bâtiments remarquables et lieux de mémoire
- La rue débouche sur le derrière des laboratoires de physique de l'École normale supérieure.
- Au no 3 se trouve le gymnase municipal Amyot. Sur cette même parcelle et à ce niveau furent découverts d'importants vestiges d'époque gallo-romaine dont une salle et des puits votifs, des tombes et des peintures murales qui firent l'objet de restauration[4], dont un décor datant du IIe siècle, archéologiquement complet provenant d'une pièce en sous-sol découverte en 1978 au cours d'une fouille de sauvetage sur l'ancien domaine des Bénédictines[5].
- Au no 5 est située la Maison des lycéennes et l'Union des anciens et anciennes élèves des lycées et collèges français.
- Au no 8 se trouvait un ancien cimetière dit « cimetière de la rue des Poules ». Situé à l'angle oriental de la rue Laromiguière (ex-rue des Poules) et de la rue Amyot, son entrée était sur cette dernière voie et son enclos comportait, en plus de la maison du fossoyeur, une maison pour les malades protestants. La première inhumation fut faite le 27 août 1614, et parmi les personnes qui y furent inhumées se trouvent des membres de la famille Gobelin. Il fut désaffecté en 1685, lors de la révocation de l'édit de Nantes et fut attribué au Couvent des Nouveaux-Convertis qui était installé, depuis 1656, rue Seine-Saint-Victor (actuelle rue Cuvier). En 1695, ils le cédèrent aux Génovéfains qui, eux-mêmes, le revendirent au sculpteur Robert Goret et à son épouse, Marie Le Sot[6],[7],[8],[9].
- Au no  8 bis, l'archéologue Charles Magne entreprit des fouilles en 1895 et trouva un antéfixe de type B, conservé au musée Carnavalet. C'est ici qu'habitaient les parents de Jeanne Hébuterne (1898-1920) qui se défenestra le 25 janvier 1920 de leur appartement du 5e étage, à la suite de la mort de son amant, Amedeo Modigliani, décédé la veille[10].